# 双峰 (连锁餐厅)

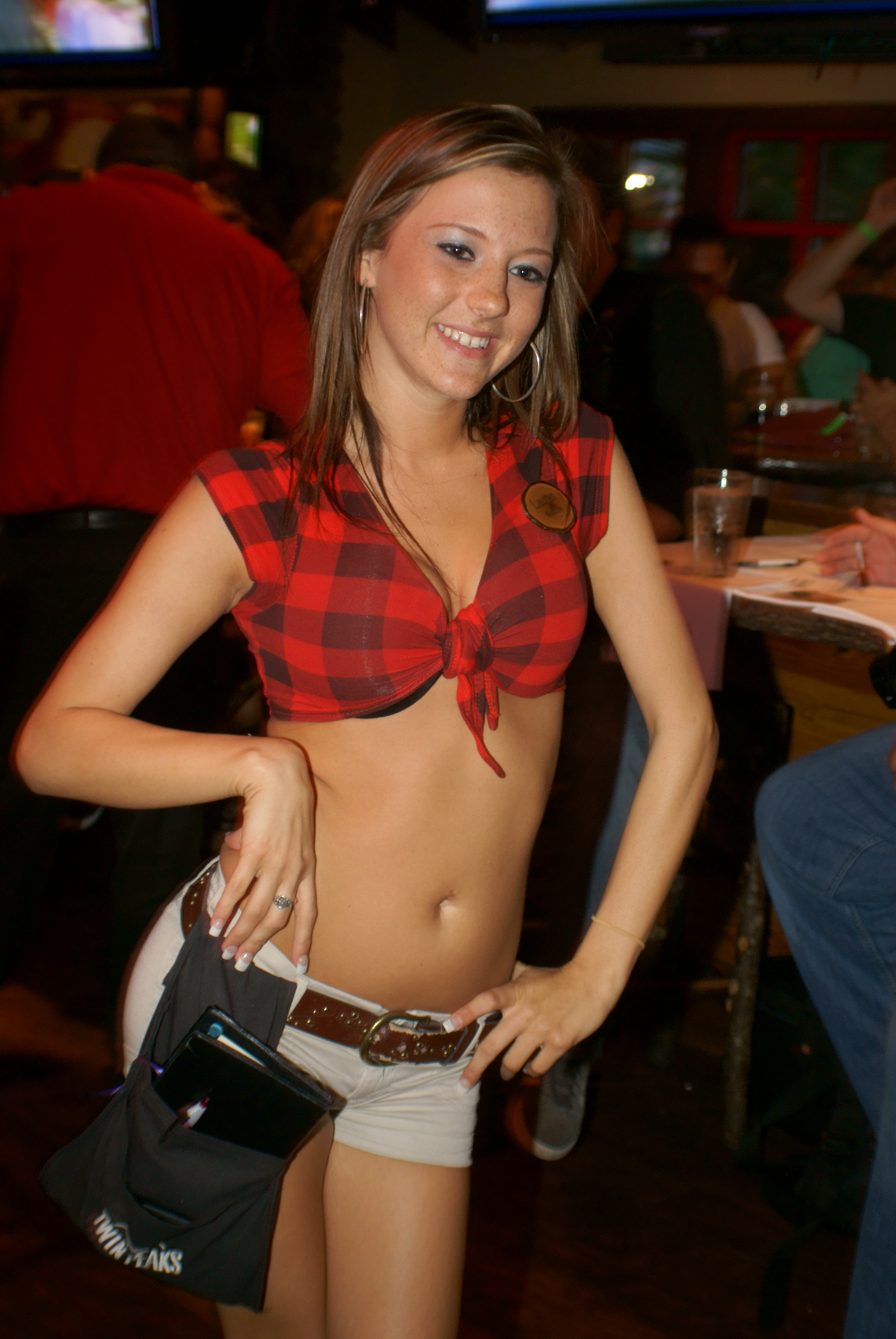

双峰（英語：Twin Peaks）是一家位于美国德克薩斯州的加盟連鎖餐厅。首家双峰餐厅创建于2005年的刘易斯维尔。餐厅的特色是服务员全是女性，且穿着暴露（多为比基尼或较暴露的衬衫）。2015年5月19日，德克薩斯州韦科的一家双峰餐厅发生枪击案，9人丧生，18人受伤。